# Coupe de France de cyclo-cross 2021
De Coupe de France de cyclo-cross 2021 was het 39ste seizoen van het regelmatigheidscriterium in het veldrijden. De Coupe de France werd georganiseerd door de Franse Wielerbond FFC en bestond enkel uit crossen in Frankrijk.

## Puntenverdeling
Voor de categorieën mannen elite, vrouwen elite, mannen beloften, jongens junioren en meisjes junioren kreeg de top veertig punten aan de hand van de volgende tabel:
| Positie | 1  | 2  | 3  | 4  | 5  | 6  | 7  | 8  | 9  | 10 | 11 | 12 | 13 | 14 | 15 | 16 | 17 | 18 | 19 | 20 |
| Punten  | 45 | 42 | 40 | 39 | 38 | 37 | 36 | 35 | 34 | 33 | 32 | 31 | 30 | 29 | 28 | 27 | 26 | 25 | 24 | 23 |
|         |    |    |    |    |    |    |    |    |    |    |    |    |    |    |    |    |    |    |    |    |
| Positie | 21 | 22 | 23 | 24 | 25 | 26 | 27 | 28 | 29 | 30 | 31 | 32 | 33 | 34 | 35 | 36 | 37 | 38 | 39 | 40 |
| Punten  | 22 | 21 | 20 | 19 | 18 | 17 | 16 | 15 | 14 | 13 | 12 | 11 | 10 | 9  | 8  | 7  | 6  | 5  | 4  | 3  |

In ieder klassement van de Coupe de France werd aan de hand van de gewonnen punten in de acht wedstrijden een eindklassement opgemaakt. De veldrijder met het hoogste aantal punten in zijn klassement werd als winnaar van de Coupe de France uitgeroepen.

## Mannen elite

### Kalender en podia
| Datum      | Locatie                                           | Cat. | Winnaar        | Tweede         | Derde                  | Leider in het klassement |         |
| ---------- | ------------------------------------------------- | ---- | -------------- | -------------- | ---------------------- | ------------------------ | ------- |
| 02/10/2021 | Cyclocross Pierric, Pierric                       | C2   | Loris Rouiller | Joshua Dubau   | Valentin Guillaud      | Loris Rouiller           | details |
| 03/10/2021 | Cyclocross Pierric, Pierric                       | C2   | Joshua Dubau   | David Menut    | Kevin Suárez Fernández | Joshua Dubau             | details |
| 23/10/2021 | Cyclocross Quelneuc, Quelneuc                     | C2   | Joshua Dubau   | Loris Rouiller | Matthieu Boulo         | Joshua Dubau             | details |
| 24/10/2021 | Cyclocross Quelneuc, Quelneuc                     | C2   | Joshua Dubau   | Timon Rüegg    | Valentin Guillaud      | Joshua Dubau             | details |
| 13/11/2021 | Cyclocross Bagnoles de l'Orne, Bagnoles-de-l'Orne | C2   | Timon Rüegg    | Joshua Dubau   | Tony Périou            | Joshua Dubau             | details |
| 14/11/2021 | Cyclocross Bagnoles de l'Orne, Bagnoles-de-l'Orne | C2   | Joshua Dubau   | Timon Rüegg    | Tony Périou            | Joshua Dubau             | details |
| 11/12/2021 | Cyclocross Troyes, Troyes                         | C2   | Loris Rouiller | Timon Rüegg    | Joshua Dubau           | Joshua Dubau             | details |
| 12/12/2021 | Cyclocross Troyes, Troyes                         | C2   | Joshua Dubau   | Timon Rüegg    | Tim Merlier            | Joshua Dubau             | details |

### Tussenstand
| Pos. | Renner | Team | PIE1 | PIE2 | QUE1 | QUE2 | BAG1 | BAG2 | TRO1 | TRO2 | Punten |
| ---- | ------ | ---- | ---- | ---- | ---- | ---- | ---- | ---- | ---- | ---- | ------ |
| 1    |        |      |      |      |      |      |      |      |      |      |        |
| 2    |        |      |      |      |      |      |      |      |      |      |        |
| 3    |        |      |      |      |      |      |      |      |      |      |        |
| 4    |        |      |      |      |      |      |      |      |      |      |        |
| 5    |        |      |      |      |      |      |      |      |      |      |        |
| 6    |        |      |      |      |      |      |      |      |      |      |        |
| 7    |        |      |      |      |      |      |      |      |      |      |        |
| 8    |        |      |      |      |      |      |      |      |      |      |        |
| 9    |        |      |      |      |      |      |      |      |      |      |        |
| 10   |        |      |      |      |      |      |      |      |      |      |        |

## Vrouwen elite

### Kalender en podia
| Datum      | Locatie                                           | Cat. | Winnares           | Tweede                   | Derde               | Leidster in het klassement   |         |
| ---------- | ------------------------------------------------- | ---- | ------------------ | ------------------------ | ------------------- | ---------------------------- | ------- |
| 02/10/2021 | Cyclocross Pierric, Pierric                       | C2   | Hélène Clauzel     | Line Burquier            | Lauriane Duraffourg | Hélène Clauzel               | details |
| 03/10/2021 | Cyclocross Pierric, Pierric                       | C2   | Line Burquier      | Hélène Clauzel           | Amandine Fouquenet  | Hélène Clauzel Line Burquier | details |
| 23/10/2021 | Cyclocross Quelneuc, Quelneuc                     | C2   | Amandine Fouquenet | Anaïs Morichon           | Joyce Vanderbeken   | Amandine Fouquenet           | details |
| 24/10/2021 | Cyclocross Quelneuc, Quelneuc                     | C2   | Amandine Fouquenet | Anaïs Morichon           | Marlène Petit       | Amandine Fouquenet           | details |
| 13/11/2021 | Cyclocross Bagnoles de l'Orne, Bagnoles-de-l'Orne | C2   | Amandine Fouquenet | Perrine Clauzel          | Anaïs Morichon      | Amandine Fouquenet           | details |
| 14/11/2021 | Cyclocross Bagnoles de l'Orne, Bagnoles-de-l'Orne | C2   | Amandine Fouquenet | Perrine Clauzel          | Anaïs Morichon      | Amandine Fouquenet           | details |
| 11/12/2021 | Cyclocross Troyes, Troyes                         | C2   | Line Burquier      | Marion Norbert-Riberolle | Amandine Fouquenet  | Amandine Fouquenet           | details |
| 12/12/2021 | Cyclocross Troyes, Troyes                         | C2   | Line Burquier      | Marion Norbert-Riberolle | Amandine Fouquenet  | Amandine Fouquenet           | details |

### Tussenstand
| Pos. | Renster | Team | PIE1 | PIE2 | QUE1 | QUE2 | BAG1 | BAG2 | TRO1 | TRO2 | Punten |
| ---- | ------- | ---- | ---- | ---- | ---- | ---- | ---- | ---- | ---- | ---- | ------ |
| 1    |         |      |      |      |      |      |      |      |      |      |        |
| 2    |         |      |      |      |      |      |      |      |      |      |        |
| 3    |         |      |      |      |      |      |      |      |      |      |        |
| 4    |         |      |      |      |      |      |      |      |      |      |        |
| 5    |         |      |      |      |      |      |      |      |      |      |        |
| 6    |         |      |      |      |      |      |      |      |      |      |        |
| 7    |         |      |      |      |      |      |      |      |      |      |        |
| 8    |         |      |      |      |      |      |      |      |      |      |        |
| 9    |         |      |      |      |      |      |      |      |      |      |        |
| 10   |         |      |      |      |      |      |      |      |      |      |        |

## Mannen beloften

### Kalender en podia
| Datum      | Locatie                                           | Cat. | Winnaar        | Tweede                  | Derde          | Leider in het klassement |         |
| ---------- | ------------------------------------------------- | ---- | -------------- | ----------------------- | -------------- | ------------------------ | ------- |
| 02/10/2021 | Cyclocross Pierric, Pierric                       | CU   | Loris Rouiller | Gerben Kuypers          | Rémi Lelandais | Loris Rouiller           | details |
| 03/10/2021 | Cyclocross Pierric, Pierric                       | CU   | Loris Rouiller | Noé Castille            | Gerben Kuypers | Loris Rouiller           | details |
| 23/10/2021 | Cyclocross Quelneuc, Quelneuc                     | CU   | Loris Rouiller | Joris Delbove           | Jens Clynhens  | Loris Rouiller           | details |
| 24/10/2021 | Cyclocross Quelneuc, Quelneuc                     | CU   | Loris Rouiller | Florian Richard Andrade | Joris Delbove  | Loris Rouiller           | details |
| 13/11/2021 | Cyclocross Bagnoles de l'Orne, Bagnoles-de-l'Orne | CU   | Noé Castille   | Rémi Lelandais          | Clément Alléno | Florian Richard Andrade  | details |
| 14/11/2021 | Cyclocross Bagnoles de l'Orne, Bagnoles-de-l'Orne | CU   | Rémi Lelandais | Joris Delbove           | Clément Horny  | Florian Richard Andrade  | details |
| 11/12/2021 | Cyclocross Troyes, Troyes                         | CU   | Loris Rouiller | Joris Delbove           | Ugo Ananie     | Florian Richard Andrade  | details |
| 12/12/2021 | Cyclocross Troyes, Troyes                         | CU   | Loris Rouiller | Joris Delbove           | Rémi Lelandais | Joris Delbove            | details |

### Tussenstand
| Pos. | Renner | Team | PIE1 | PIE2 | QUE1 | QUE2 | BAG1 | BAG2 | TRO1 | TRO2 | Punten |
| ---- | ------ | ---- | ---- | ---- | ---- | ---- | ---- | ---- | ---- | ---- | ------ |
| 1    |        |      |      |      |      |      |      |      |      |      |        |
| 2    |        |      |      |      |      |      |      |      |      |      |        |
| 3    |        |      |      |      |      |      |      |      |      |      |        |
| 4    |        |      |      |      |      |      |      |      |      |      |        |
| 5    |        |      |      |      |      |      |      |      |      |      |        |
| 6    |        |      |      |      |      |      |      |      |      |      |        |
| 7    |        |      |      |      |      |      |      |      |      |      |        |
| 8    |        |      |      |      |      |      |      |      |      |      |        |
| 9    |        |      |      |      |      |      |      |      |      |      |        |
| 10   |        |      |      |      |      |      |      |      |      |      |        |

## Jongens junioren

### Kalender en podia
| Datum      | Locatie                                           | Cat. | Winnaar          | Tweede                | Derde               | Leider in het klassement |         |
| ---------- | ------------------------------------------------- | ---- | ---------------- | --------------------- | ------------------- | ------------------------ | ------- |
| 02/10/2021 | Cyclocross Pierric, Pierric                       | CJ   | Corentin Lequet  | Louka Lesueur         | Guillaume Bagou     | Corentin Lequet          | details |
| 03/10/2021 | Cyclocross Pierric, Pierric                       | CJ   | Corentin Lequet  | Guillaume Bagou       | Louka Lesueur       | Corentin Lequet          | details |
| 23/10/2021 | Cyclocross Quelneuc, Quelneuc                     | CJ   | Louka Lesueur    | Corentin Lequet       | Jarod Egea Garcia   | Corentin Lequet          | details |
| 24/10/2021 | Cyclocross Quelneuc, Quelneuc                     | CJ   | Corentin Lequet  | Romain Debord         | Jarod Egea Garcia   | Corentin Lequet          | details |
| 13/11/2021 | Cyclocross Bagnoles de l'Orne, Bagnoles-de-l'Orne | CJ   | Antoine Tran Van | Guillaume Bagou       | Martin Orrière      | Guillaume Bagou          | details |
| 14/11/2021 | Cyclocross Bagnoles de l'Orne, Bagnoles-de-l'Orne | CJ   | Antoine Tran Van | Esteban Foucher       | Pierre-Henry Basset | Guillaume Bagou          | details |
| 11/12/2021 | Cyclocross Troyes, Troyes                         | CJ   | Corentin Lequet  | Nathan Dos Reis Graca | Guillaume Bagou     | Guillaume Bagou          | details |
| 12/12/2021 | Cyclocross Troyes, Troyes                         | CJ   | Louka Lesueur    | Nathan Dos Reis Graca | Corentin Lequet     | Guillaume Bagou          | details |

### Tussenstand
| Pos. | Renner | Team | PIE1 | PIE2 | QUE1 | QUE2 | BAG1 | BAG2 | TRO1 | TRO2 | Punten |
| ---- | ------ | ---- | ---- | ---- | ---- | ---- | ---- | ---- | ---- | ---- | ------ |
| 1    |        |      |      |      |      |      |      |      |      |      |        |
| 2    |        |      |      |      |      |      |      |      |      |      |        |
| 3    |        |      |      |      |      |      |      |      |      |      |        |
| 4    |        |      |      |      |      |      |      |      |      |      |        |
| 5    |        |      |      |      |      |      |      |      |      |      |        |
| 6    |        |      |      |      |      |      |      |      |      |      |        |
| 7    |        |      |      |      |      |      |      |      |      |      |        |
| 8    |        |      |      |      |      |      |      |      |      |      |        |
| 9    |        |      |      |      |      |      |      |      |      |      |        |
| 10   |        |      |      |      |      |      |      |      |      |      |        |

## Meisjes junioren

### Kalender en podia
| Datum      | Locatie                                           | Cat. | Winnares          | Tweede           | Derde            | Leidster in het klassement |         |
| ---------- | ------------------------------------------------- | ---- | ----------------- | ---------------- | ---------------- | -------------------------- | ------- |
| 02/10/2021 | Cyclocross Pierric, Pierric                       | CJ   | Julie Bego        | Electa Gallezot  | Alizée Rigaux    | Julie Bego                 | details |
| 03/10/2021 | Cyclocross Pierric, Pierric                       | CJ   | Electa Gallezot   | Léane Delanoë    | Manon Briand     | Electa Gallezot            | details |
| 23/10/2021 | Cyclocross Quelneuc, Quelneuc                     | CJ   | Lilou Fabrègue    | Electa Gallezot  | Maurène Tregouet | Electa Gallezot            | details |
| 24/10/2021 | Cyclocross Quelneuc, Quelneuc                     | CJ   | Julie Bego        | Electa Gallezot  | Margot Marasco   | Electa Gallezot            | details |
| 13/11/2021 | Cyclocross Bagnoles de l'Orne, Bagnoles-de-l'Orne | CJ   | Alizée Rigaux     | Alexandra Valade | Camille Giraud   | Alizée Rigaux              | details |
| 14/11/2021 | Cyclocross Bagnoles de l'Orne, Bagnoles-de-l'Orne | CJ   | Alexandra Valade  | Alizée Rigaux    | Maurène Tregouet | Alizée Rigaux              | details |
| 11/12/2021 | Cyclocross Troyes, Troyes                         | CJ   | Xaydee Van Sinaey | Manon Briand     | Camille Giraud   | Alizée Rigaux              | details |
| 12/12/2021 | Cyclocross Troyes, Troyes                         | CJ   | Xaydee Van Sinaey | Alizée Rigaux    | Manon Briand     | Alizée Rigaux              | details |

### Tussenstand
| Pos. | Renster | Team | PIE1 | PIE2 | QUE1 | QUE2 | BAG1 | BAG2 | TRO1 | TRO2 | Punten |
| ---- | ------- | ---- | ---- | ---- | ---- | ---- | ---- | ---- | ---- | ---- | ------ |
| 1    |         |      |      |      |      |      |      |      |      |      |        |
| 2    |         |      |      |      |      |      |      |      |      |      |        |
| 3    |         |      |      |      |      |      |      |      |      |      |        |
| 4    |         |      |      |      |      |      |      |      |      |      |        |
| 5    |         |      |      |      |      |      |      |      |      |      |        |
| 6    |         |      |      |      |      |      |      |      |      |      |        |
| 7    |         |      |      |      |      |      |      |      |      |      |        |
| 8    |         |      |      |      |      |      |      |      |      |      |        |
| 9    |         |      |      |      |      |      |      |      |      |      |        |
| 10   |         |      |      |      |      |      |      |      |      |      |        |

Kampioenschappen:  Wereldkampioenschappen ·
 Europese kampioenschappen ·
 Belgische kampioenschappen ·
 Nederlandse kampioenschappen
Klassementen:  Wereldbeker ·
 Superprestige ·
 X²O Badkamers Trofee ·
 TOI TOI Cup ·
 USCX Series ·
 Coupe de France ·
 National Trophy Series ·
 Copa de España ·
 New England Series
Overig:  Ethias Cross ·  Losse crossen België
Geen UCI-cat.:  Giro d'Italia Ciclocross
1983 · 
1984 · 
1985 · 
1986 · 
1987 · 
1988 · 
1989 · 
1990 · 
1991 · 
1992 · 
1993 · 
1994 · 
1995 · 
1996 · 
1997 · 
1998 · 
1999 ·
2000 · 
2001 · 
2002 · 
2003 · 
2004 · 
2005 · 
2006 · 
2007 · 
2008 · 
2009 · 
2010 · 
2011 · 
2012 · 
2013 · 
2014 · 
2015 · 
2016 · 
2017 · 
2018 ·
2019 ·
2020 · 2021  · 2022 · 2023 · 2024